# Puygiron
Puygiron (okzitanisch: Puegiron) ist ein Ort und eine Gemeinde mit 447 Einwohnern (Stand 1. Januar 2022) im Département Drôme in der südfranzösischen Region Auvergne-Rhône-Alpes.

## Lage
Der Ort Puygiron liegt auf einer leichten Anhöhe oberhalb des Flüsschens Jabron im Westen des Départements Drôme, nahe der Grenze zum Département Ardèche in einer Höhe von ca. 170 m; die nächstgrößere Stadt, Montélimar, befindet sich ca. 10 km (Fahrtstrecke) westlich.

## Bevölkerungsentwicklung
| Jahr                       | 1800 | 1851 | 1901 | 1954 | 1999 | 2013 |
| -------------------------- | ---- | ---- | ---- | ---- | ---- | ---- |
| Einwohner                  | 101  | 407  | 323  | 192  | 347  | 410  |
| Quellen: Cassini und INSEE |      |      |      |      |      |      |

Der Bevölkerungsrückgang in der ersten Hälfte des 20. Jahrhunderts ist im Wesentlichen auf den Verlust an Arbeitsplätzen infolge der Mechanisierung der Landwirtschaft zurückzuführen. Der Bevölkerungsanstieg der letzten Jahrzehnte steht dagegen im Zusammenhang mit der Nähe zur Stadt Montélimar und den auf dem Land deutlich niedrigeren Immobilienpreisen.

## Wirtschaft
Die Einwohner des Ortes lebten jahrhundertelang als Selbstversorger von der Landwirtschaft (Feldbau und Viehzucht). Auch Wein wurde angebaut; der Ort besitzt auch heute noch das Recht zur Vermarktung seiner Weintrauben über die Appellationen Comtés Rhodaniens, Mediterranée und Drôme; es gibt zwar noch Weinfelder in der Umgebung des Ortes, doch ist kein Winzer mehr im Ort ansässig. Seit den letzten Jahrzehnten des 20. Jahrhunderts spielt der Tourismus in Form der Vermietung von Ferienwohnungen (gîtes) eine wichtige Rolle im Wirtschaftsleben des Ortes.

## Geschichte

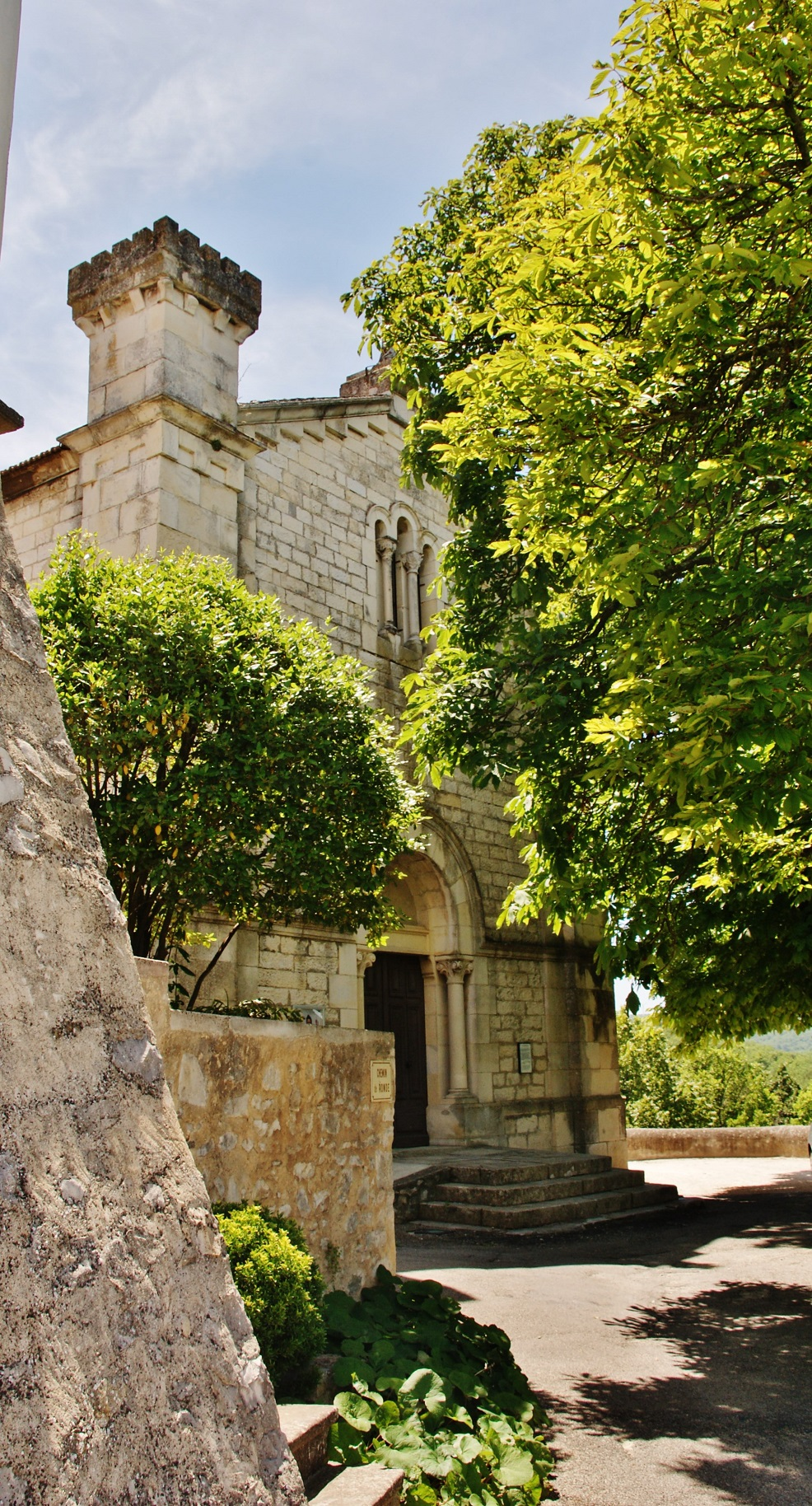
Église St-Jean-Baptiste

Im Mittelalter entstand auf der Anhöhe eine Burg (château), um die sich in der Folgezeit der Ort gruppierte, der sich ursprünglich wahrscheinlich in der Nähe der Kapelle St-Bonnet befand.

## Sehenswürdigkeiten
- Die von Lavendelfeldern durchsetzte Hügellandschaft lädt zu Spaziergängen und Wanderungen ein.
- Die beim Friedhof (cimetière) stehende romanische Kapelle St-Bonnet wird noch dem 12. Jahrhundert zugerechnet; spätere Umbauten veränderten ihr Aussehen. Die ornamentierten Giebelsteine des Ursprungsbaus sind noch in Teilen erhalten. Sie wurde im Jahr 1929 als Monument historique anerkannt.[2]
- Die aus hellem Kalkstein erbaute Kirche St-Jean-Baptiste ist ein imposanter Bau des 19. Jahrhunderts im Stil der Neoromanik mit Querhaus und Vierungsoktogon. Die Fassade wird flankiert von zwei wehrhaft aussehenden Türmchen.
- Von einer spätmittelalterlichen Burg sind im Wesentlichen nur noch vier Eckrundtürme erhalten. Der Wohntrakt (corps de logis) stammt aus der Spätrenaissance. Der Bau wurde im Jahr 1957 als Monument historique anerkannt.[3]